# BSG Konsum Chemnitz
Die BSG Konsum Chemnitz war eine deutsche Sportgemeinschaft, die 1949 im Viertelfinale des ostdeutschen Fußballpokal-Wettbewerbs (FDGB-Pokal) stand. Die BSG war in der westsächsischen Großstadt Chemnitz beheimatet.

## Porträt
Als nach dem Ende des Zweiten Weltkriegs in der Ostzone alle Sportvereine verboten wurden und zunächst Sportwettkämpfe nur im begrenzten regionalen Bereich erlaubt wurden, entstanden ab 1946 locker organisierte Sportgruppen bzw. Sportgemeinschaften (SG). In der sächsischen Großstadt Chemnitz spielten 1946/47 im Fußballbezirk Chemnitz fünf SG’s um die regionale Meisterschaft. Unter ihnen befand sich auch die SG Chemnitz-Gablenz, die nach 20 Punktspielen Platz drei belegte. Es folgten 1947/48 ein vierter und 1948/49 noch einmal ein dritter Platz.
Am 1. Juli 1949 wurde die SG Chemnitz-Gablenz in die Betriebssportgemeinschaft (BSG) Konsum Chemnitz umgewandelt. Als solche erreichte sie im selben Jahr das Finale um den sächsischen Fußballpokal, das sie mit 1:4 gegen die BSG Stahlwerk Riesa verlor. Als Finalist war die BSG Konsum aber für den Ostzonen-weiten FDGB-Pokal-Wettbewerb 1949 teilnahmeberechtigt. Nach einem Ausscheidungsspiel mit zwei Mannschaften wurde der Pokalwettbewerb mit dem Viertelfinale fortgesetzt, in dem die Chemnitzer auswärts auf den Thüringer Pokalsieger BSG Gera-Süd trafen. Nach einem 1:1 nach Verlängerung wurde ein Wiederholungsspiel fällig, das die BSG Konsum Chemnitz auf eigenem Platz mit 0:3 verlor.
Da Konsum Chemnitz 1949/50 in der Weststaffel der Sachsenmeisterschaft nur Platz neun erreicht hatte, spielte die BSG in der Saison 1950/51 nur noch in der viertklassigen Bezirksklasse Chemnitz. Mit Platz 13 war die Mannschaft erneut zum Abstieg verurteilt, und die BSG wurde anschließend aufgelöst.